# Amyna insularum
Amyna insularum är en fjärilsart som beskrevs av William Schaus 1923. Amyna insularum ingår i släktet Amyna och familjen nattflyn. Inga underarter finns listade i Catalogue of Life.